# Hermann Bäcker (Philosoph)
Hermann Rudolf Bäcker (* 23. April 1900 in Moers; † 18. März 1944) war ein deutscher Philosoph und Professor für Philosophie an der Pädagogischen Akademie in Dortmund, der bereits vor der „Machtergreifung“ Mitglied der NSDAP war und im Zweiten Weltkrieg als Offizier gefallen ist.

## Leben
Bäcker war der Sohn eines protestantischen Pfarrers. Er besuchte bis 1915 das Städtische Gymnasium in Elberfeld, dann in Köln das Friedrich-Wilhelm-Gymnasium, wo er 1917 ein Notabitur ablegte. Als kriegsfreiwilliger Fahnenjunker leistete er seinen Militärdienst an der Westfront und erhielt das Eiserne Kreuz 2. und 1. Klasse. Im Sommer 1918 zum Reserve-Leutnant ernannt, wurde er 1920 aus dem Heeresdienst entlassen. Von Januar 1919 bis Mai 1920 war Bäcker Mitglied des Freikorps Hartenstein und beteiligte sich an Kämpfen gegen Kommunisten im Ruhrgebiet.
Von 1920 bis 1924 studierte er in Köln Philosophie und Psychologie. Mit einer Arbeit „Über den Ursprung des Kausalgedankens“ wurde er im Februar 1924 bei Max Scheler promoviert. Im Anschluss war er bis März 1929 als Assistent am Philosophischen Seminar in Köln tätig. In dieser Zeit war er Geschäftsführer der Kölner Ortsgruppe der Kant-Gesellschaft. Im Sommer 1928 heiratete Bäcker die Historikerin Ermentrude von Ranke, eine Enkelin von Leopold von Ranke, die zunächst in Köln als Dozentin und zum Zeitpunkt der Hochzeit als Privatdozentin für neuere Kulturgeschichte in Kiel tätig war.
1929 wechselte das Ehepaar an die neu gegründete Pädagogische Akademie in Dortmund. Im November 1929 habilitierte sich Bäcker mit der Schrift „Studien zur Geschichte des voluntativen Realismus bei Maine de Biran“ und erhielt die venia legendi für Philosophie, die er in Köln parallel zu seiner Stelle in Dortmund als Privatdozent wahrnahm. Hier hielt er Vorlesungen zur politischen Ethik und zur Politischen Anthropologie. Seine Probevorlesung hatte das Thema „Zum Problem des Satzes vom Bewußtsein“. Seine Frau verstarb im Jahr 1931 im Alter von 38 Jahren bei der Geburt ihres zweiten Kindes an Herzversagen. Mit Erlass vom 20. September 1931 wurde er zum Professor ernannt. Ab 1933 hatte er in Dortmund einen Lehrauftrag für „Charakter- und Jugendkunde und Erziehungswissenschaft“.
Bäcker trat zum 1. Juli 1932 der NSDAP (Mitgliedsnummer 1.188.755) und zum 1. März 1933 der SA bei, wo er ab Mai 1934 Truppführer war. Er unterzeichnete zum 4. März den von der Universität Jena verbreiteten Aufruf „Die deutsche Geisteswelt für Liste 1. Erklärung von 300 Hochschullehrern für Adolf Hitler“, die am 4. März 1933 im Völkischen Beobachter erschien. Bäcker war zudem stellvertretender Führer der Hochschulgruppe Dortmund des NSD-Dozentenbundes. Im Jahr 1936 wurde er ohne Dienstbezüge „beurlaubt zur Schulung des NSDAP-Nachwuchses“ an den NS-Ordensburgen in Krössinsee, Vogelsang und Sonthofen. Bäcker fiel am 18. März 1944 als Wehrmachtsoffizier im Zweiten Weltkrieg.